# Mesochorus torosus
Mesochorus torosus là một loài tò vò trong họ Ichneumonidae.